# Serrat de Turpí
El Serrat de Turpí és una serra situada al municipi de la Baronia de Rialb a la comarca de la Noguera, amb una elevació màxima de 1.081 metres.